# میاشیرو، سایتاما
میاشیرو، سایتاما (به لاتین: Miyashiro, Saitama) یک منطقهٔ مسکونی در ژاپن است که در استان سایتاما واقع شده‌است. میاشیرو ۱۵٫۹۵ کیلومترمربع مساحت و ۳۳٬۹۲۷ نفر جمعیت دارد.